# Lev Tolstoj (1869–1945)

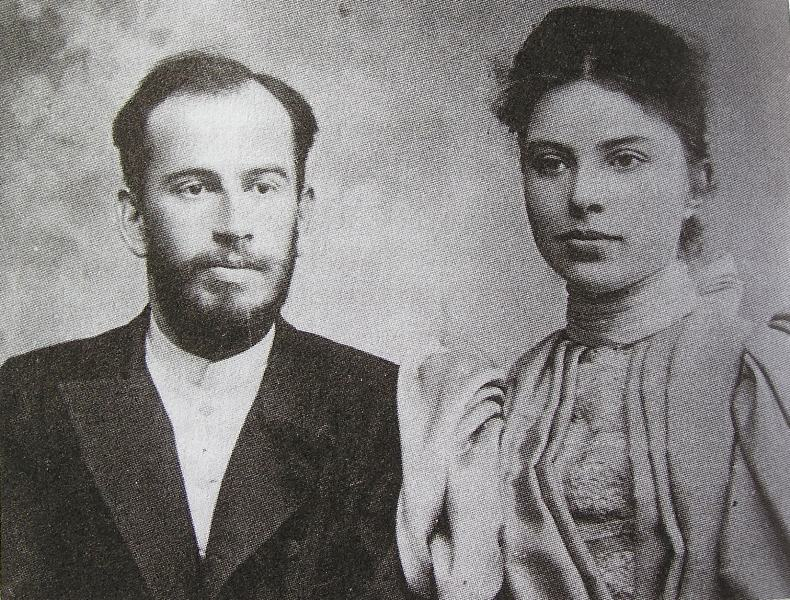
Lev Tolstoj med hustrun Dorothea

Lev Lvovitj Tolstoj (ryska: Лев Львович Толстой), född 1 juni (gamla stilen: 20 maj) 1869 på godset Jasnaja Poljana (Tula), död 18 oktober 1945 i Helsingborg, var en rysk greve, författare, tecknare, målare och skulptör.

## Biografi
Lev Tolstoj var son till författaren Lev Tolstoj och Sofia Tolstoj, född Bers. Han blev student vid medicinska fakulteten på Moskvauniversitetet år 1889. Efter ett år av studier vid den medicinska fakulteten övergick Tolstoj till den historiska och filologiska fakulteten och ägnade sig däri åt litterär och konstnärlig verksamhet. Bland annat studerade han skulptur för Auguste Rodin i Paris.
Han var från 1939 stadigvarande bosatt i Sverige. Tolstoj gifte sig 1896 med Dorothea (Dora) Westerlund, som var dotter till doktor Ernst Westerlund i Enköping; dottern Tanja Tolstoy-Paus (1914–2007) var gift med Herman Paus, ägare av Herresta herrgård.
Tolstoj begravdes på Sireköpinge kyrkogård.

## Författarskap
Tolstojs uppsatser och skisser publicerades i samlingarna Dljadjetej (För barnen), Jasnaja Poljana, Iz vremeni studentjestva och V golodnye gody (skildrande hungersnöden i Samara). Ganska märklig är hans Prélude Chopin ("Chopin-preludium", 1901), ett polemiskt motstycke till faderns "Kreutzer-sonat". Sina reseintryck från Sverige (illustrerad) samlade han i Sovremennaja Sjvetsija (1900, Современная Швеция). Han skrev även Tolstoj intime (1923), en skildring av fadern.
På svenska finns "Den blå dagboken" (1894) och "Frestelsen" (1901, 1904).